# Ибсон
И́бсон Барре́то да Си́лва (порт.-браз. Ibson Barreto da Silva; род. 7 ноября 1983, Сан-Гонсалу, Рио-де-Жанейро) — бразильский футболист, полузащитник.

## Биография
Ибсон родился 7 ноября 1983 года в городке Сан-Гонсалу, что находится в штате Рио-де-Жанейро. Семья Ибсона была очень бедной, проживала в автофургоне, потому футбол был единственной возможной дорогой к хорошей жизни для Ибсона.

### «Фламенго» (2003—2005)
В возрасте 9-ти лет Ибсон начал свою футбольную карьеру, пройдя просмотр в команде «Фламенго», куда его отправил отец, Луис Силва, устроившийся работать в клубе скаутом. Много позже отец Ибсона стал директором «Фламенго». Пройдя все молодёжные команды клуба, Ибсон в 2003 году начал тренироваться с первой командой. 15 июня 2003 года, в возрасте 19-ти лет, Ибсон вышел на поле в матче с клубом «Васко да Гама», игра завершилась со счётом 2:1 в пользу «Фла». Всего за первый сезон Ибсон провёл 9 матчей.
В сезоне 2004 года Ибсон стал твёрдым игроком «основы» «Фламенго», а 11 февраля открыл свой счёт голам за клуб, поразив ворота «Мадурейры». «Фла» удачно провёл сезон, выиграв сначала Кубок Гуанабара, а затем и чемпионат Рио-де-Жанейро; в Кубке Бразилии клуб дошёл до финала, где проиграл «Санту-Андре». Ибсон провёл за сезон 66 матчей и забил 10 голов.
После удачного сезона за Ибсоном начали следить многие европейские клубы. Наиболее настойчивым стал «Порту», заплативший за трансфер бразильца 2,5 млн долларов. Такая сравнительно небольшая сумма была обусловлена тем, что контракт Ибсона заканчивался, а руководители португальской команды опасались того, что бразилец на правах свободного агента перейдёт в другую команду. В результате в 2005 году Ибсон провёл за «Фламенго» лишь 3 игры, в которых забил 1 мяч.
| Фламенго | 2003 | —  | — | 9  | 0 | —  | — | — | — | — | — | 9  | 0  |
| Фламенго | 2004 | 12 | 1 | 42 | 6 | 10 | 1 | — | — | 2 | 2 | 66 | 10 |
| Фламенго | 2005 | 3  | 1 | —  | — | —  | — | — | — | — | — | 3  | 1  |

### «Порту»
2 февраля 2005 года Ибсон подписал с «Порту» пятилетний контракт. За переход полузащитника португальцы отдали 2,5 млн долларов. «Порту» покупал Ибсона, как игрока основного состава, коим он и являлся, удачно проведя половину сезона. Но по его окончании, главный тренер клуба Жозе Коусейру, настаивавший на покупке бразильца, был уволен за неудовлетворительные результаты, а его место занял голландец Ко Адриансе. Одним из первых шагов Адриансе на тренерском посту «Порту» стала покупка аргентинца Лучо Гонсалеса, игравшего в центре поля.
Покупка Гонсалеса «отодвинула» Ибсона на второй план — в команде он больше занимался «черновой работой», чтобы освободить от этой обязанности Гонсалеса. Это не нравилось бразильцу и служило причиной конфликтов в коллективе. Однако Ибсон провёл хороший сезон: его клуб выиграл чемпионат, Кубок и Суперкубок Португалии, а сам бразилец имел твёрдое место в основном составе.
Следующий сезон вышел для Ибсона неудачным. В августе ушёл из команды Адриансе, а 11 ноября, в матче с клубом «Эштрела да Амадора», Ибсон получил очень тяжёлую травму — перелом левой ноги, в результате он несколько месяцев не тренировался, а ещё некоторое время восстанавливался от травмы. Восстановившись, Ибсон уже потерял место в основном составе команды, почти не выходя на поле. Бразилец обвинил в этом главного тренера клуба Жезуалду Феррейра, после чего перестал выходить на поле.
По окончании сезона Ибсон попытался уйти из «Порту», им интересовались несколько клубов; в частности, «Панатинаикос» проводил переговоры с «Порту», которые закончились неудачно. Но Ибсон всё же смог уйти из команды: он был отдан в аренду своему бывшему клубу «Фламенго».
| Порту | 2004/2005 | 15 | 1 | 0 | 0 | 0 | 0 | — | — | 15 | 1 |
| Порту | 2005/2006 | 18 | 1 | 4 | 0 | — | — | 3 | 0 | 25 | 1 |
| Порту | 2006/2007 | 13 | 0 | 2 | 0 | — | — | 2 | 0 | 17 | 0 |

### «Фламенго» (2007—2009)
12 июля 2007 года Ибсон вернулся во «Фламенго». В первой же игре после прихода, Ибсон забил победный гол. На момент возвращения Ибсона команда занимала в чемпионате Бразилии 18-е место из 20-ти команд, находясь в «зоне вылета». Приход Ибсона и ещё нескольких игроков помог команде совершить «спурт», в итоге клуб занял 3-е место, наивысшее для себя в первенствах Бразилии с 1992 года, когда команда стала чемпионом Бразилии. Ибсон же вошёл в символическую сборную Бразилии по версии Конфедерации футбола Бразилии, будучи признан лучшим правым полузащитником Бразилии.
Великолепная игра Ибсона побудила «Фламенго» продлить контракт с игроком, заплатив 500 тыс. реалов за аренду футболиста до июля 2009 года. Клуб провёл достаточно хороший сезон, выиграв чемпионат штата и Кубок Гуанабара, однако в Кубке Либертадорес команда уступила в 1/16 финала «Америке». В 2009 году клуб вновь выиграл чемпионат штата, присовокупив к нему Трофей Рио, по договору аренды, Ибсон не мог принимать участия в последних матчах турниров, но всё же клубы договорились о краткосрочной аренде, и Ибсон сезон доиграл во «Фламенго», войдя в десятку лучших бомбардиров бразильского чемпионата. 4 июля Ибсон провёл прощальный матч за «Фламенго».
Летом 2009 года «Фламенго» попытался выкупить трансфер Ибсона за 3,2 млн долларов, но руководителям «Порту» такая сумма показалась маленькой, а потому в продаже игрока было отказано. После отказа руководители «Фламенго» объявили, что заплатить больше они не могут, а потому Ибсон возвращается в «Порту».
Зимой 2009 года «Фламенго» выиграл чемпионат Бразилии. Ибсон получил золотую медаль, поскольку в победном сезоне сыграл в восьми матчах команды.
| Фламенго | 2007 | —  | — | 22 | 6  | — | — | — | — | — | — | 22 | 6  |
| Фламенго | 2008 | 15 | 4 | 32 | 11 | — | — | 7 | 0 | — | — | 54 | 15 |
| Фламенго | 2009 | 17 | 1 | 8  | 0  | 6 | 0 | — | — | — | — | 32 | 1  |

### «Спартак» Москва

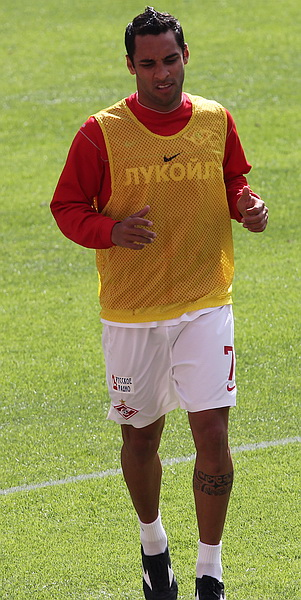
Ибсон в 2010 году

В июле 2009 года в спор за Ибсона включился российский клуб «Спартак» (Москва), предложивший за трансфер игрока 4 млн евро. 14 июля соглашение было достигнуто, контракт подписан сроком на 4 года. 1 августа дебютировал в составе «Спартака» в матче с «Кубанью», проведя на поле все 90 минут. 5 августа в матче кубка России с клубом «Москва» Ибсон получил перелом пятой плюсневой кости. В середине октября Ибсон возобновил тренировки. 24 октября, впервые после травмы, Ибсон появился на поле, выйдя на замену на 62-й минуте игры «Спартака» с «Химками». Всего в первом сезоне в «Спартаке» Ибсон провёл 6 матчей в чемпионате, в 4-х из которых выходил в стартовом составе.
В начале следующего сезона Ибсон сказал, что «в России ещё не видели настоящего Ибсона», а также выразил уверенность, что станет игроком основного состава команды. В первых двух матчах «Спартака» в сезоне 2010 Ибсон выходил в стартовом составе, однако, по мнению главного тренера команды, Валерия Карпина, действовал «без блеска». 4 апреля 2010 года Ибсон забил свой первый мяч за «Спартак», принеся команде ничью с томской «Томью». 28 сентября Ибсон забил свой второй гол в составе «Спартака», поразив ворота «Жилины» в матче Лиги чемпионов; его команда победила в игре 3:0. 19 октября, в игре с «Аланией», Ибсон не реализовал несколько голевых моментов и не забил пенальти. 8 ноября из-за травмы и замены Алекса, Ибсон впервые надел капитанскую повязку «Спартака». В последнем матче сезона против «Жилины» Ибсон забил гол и получил красную карточку; за это бразилец был дисквалифицирован на две игры. За сезон бразильский полузащитник провёл 34 игры и забил 4 гола.
Первые две игры сезона 2011/12 Ибсон пропустил. Он вышел на поле впервые в сезоне 10 марта в матче Лиги Европы против амстердамского «Аякса» и провёл на поле 58 минут. 11 мая Ибсон забил гол в ворота ЦСКА в полуфинальном матче Кубка России. В мае Ибсоном, у которого случился конфликт с главным тренером команды, Валерием Карпиным, заинтересовался казанский «Рубин». Также трансфера полузащитника желал «Гремио», «Краснодар», «Флуминенсе», «Фламенго» и «Сантос». В начале июня бразилец получил травму.
| Спартак (Москва) | 2009      | 6  | 0 | 1 | 0 | — | — | — | — | 7  | 0 |
| Спартак (Москва) | 2010      | 28 | 2 | — | — | 6 | 2 | — | — | 34 | 4 |
| Спартак (Москва) | 2011/2012 | 10 | 1 | 3 | 1 | 0 | 0 | 4 | 0 | 17 | 2 |

### «Сантос»
13 июля 2011 года «Сантос» заинтересовался Ибсоном. 16 июля «Сантос» объявил о достижении договоренности между клубами по поводу суммы сделки 17 июля эту информацию в «Спартаке» подтвердили 20 июля Ибсон подписал 4-летний контракт с «Сантосом»; сумма трансфера составила 4 млн евро. После перехода футболист сказал: «Я очень рад вернуться в Бразилию, в клуб, у которого хорошая структура, и который привык завоёвывать трофеи. Я провёл два чудесных года в Москве, хорошо адаптировался, но когда узнал о желании „Сантоса“, то был очень рад. Я подумал, что пришло время вернуться. Все хотят выигрывать титулы, и я прихожу в команду с отличными игроками и хорошей структурой».
27 июля он дебютировал в составе клуба в матче с «Фламенго», в котором его команда победила 5:4.
| Выступления Ибсона 2011—2012 (на 18 декабря) | Выступления Ибсона 2011—2012 (на 18 декабря) | Выступления Ибсона 2011—2012 (на 18 декабря) | Выступления Ибсона 2011—2012 (на 18 декабря) | Выступления Ибсона 2011—2012 (на 18 декабря) | Выступления Ибсона 2011—2012 (на 18 декабря) | Выступления Ибсона 2011—2012 (на 18 декабря) | Выступления Ибсона 2011—2012 (на 18 декабря) | Выступления Ибсона 2011—2012 (на 18 декабря) | Выступления Ибсона 2011—2012 (на 18 декабря) | Выступления Ибсона 2011—2012 (на 18 декабря) | Выступления Ибсона 2011—2012 (на 18 декабря) | Выступления Ибсона 2011—2012 (на 18 декабря) | Выступления Ибсона 2011—2012 (на 18 декабря) | Выступления Ибсона 2011—2012 (на 18 декабря) | Выступления Ибсона 2011—2012 (на 18 декабря) |
| Клуб                                         | Сезон                                        | Лига Паулиста                                | Лига Паулиста                                | Серия А                                      | Серия А                                      | Кубок Бразилии                               | Кубок Бразилии                               | Кубок Либертадорес                           | Кубок Либертадорес                           | Южноамериканский кубок                       | Южноамериканский кубок                       | Клубный чемпионат мира                       | Клубный чемпионат мира                       | Всего                                        | Всего                                        |
| Клуб                                         | Сезон                                        | Игры                                         | Голы                                         | Игры                                         | Голы                                         | Игры                                         | Голы                                         | Игры                                         | Голы                                         | Игры                                         | Голы                                         | Игры                                         | Голы                                         | Игры                                         | Голы                                         |
| -------------------------------------------- | -------------------------------------------- | -------------------------------------------- | -------------------------------------------- | -------------------------------------------- | -------------------------------------------- | -------------------------------------------- | -------------------------------------------- | -------------------------------------------- | -------------------------------------------- | -------------------------------------------- | -------------------------------------------- | -------------------------------------------- | -------------------------------------------- | -------------------------------------------- | -------------------------------------------- |
| Сантос                                       | 2011                                         | 2                                            | 0                                            | 19                                           | 0                                            | —                                            | —                                            | —                                            | —                                            | —                                            | —                                            | —                                            | —                                            | 21                                           | 0                                            |
| Сантос                                       | 2012                                         | 11                                           | 0                                            | 0                                            | 0                                            | —                                            | —                                            | 1                                            | 0                                            | —                                            | —                                            | 0                                            | 0                                            | 0                                            | 0                                            |

### «Фламенго»
21 мая 2012 года Ибсон возвратился во «Фламенго».

### «Миннесота Юнайтед»
23 февраля 2015 года Ибсон подписал контракт с клубом Североамериканской футбольной лиги «Миннесота Юнайтед».
После преобразования «Миннесоты Юнайтед» во франшизу MLS Ибсон был подписан вновь образованным клубом 23 января 2017 года. В высшей лиге США дебютировал 18 марта 2017 года в матче против «Колорадо Рэпидз», выйдя на замену на второй тайм вместо Расмуса Шуллера. 17 марта 2018 года в матче против «Чикаго Файр» забил свой первый гол в MLS. По окончании сезона 2018 «Миннесота Юнайтед» не продлила контракт с Ибсоном.

### «Томбенсе»
В конце мая 2019 года Ибсон присоединился к клубу бразильской Серии C «Томбенсе».

## Достижения
- Обладатель трофея Белу-Оризонти (Юноши) (1): 2003
- Обладатель Кубка Гуанабара (2): 2004, 2008
- Чемпион штата Рио-де-Жанейро (3): 2004, 2008, 2009
- Чемпион Португалии (2): 2006, 2007
- Обладатель Кубка Португалии (1): 2006
- Обладатель Суперкубка Португалии (1): 2006
- Обладатель трофея Рио (1): 2009
- Чемпион Бразилии (1): 2009[13]
- Серебряный призёр Чемпионата России (1): 2009
- Чемпион штата Сан-Паулу (1): 2012

## Награды
- Лучший правый полузащитник чемпионата Бразилии: 2007[12]